# Veľký Krtíš
Veľký Krtíš (bis 1927 slowakisch „Veľký Krtýš“; ungarisch Nagykürtös) ist eine Stadt im Okres Veľký Krtíš innerhalb des Banskobystrický kraj im Süden der Slowakei mit 10.274 Einwohnern (Stand 31. Dezember 2024).

## Geographie

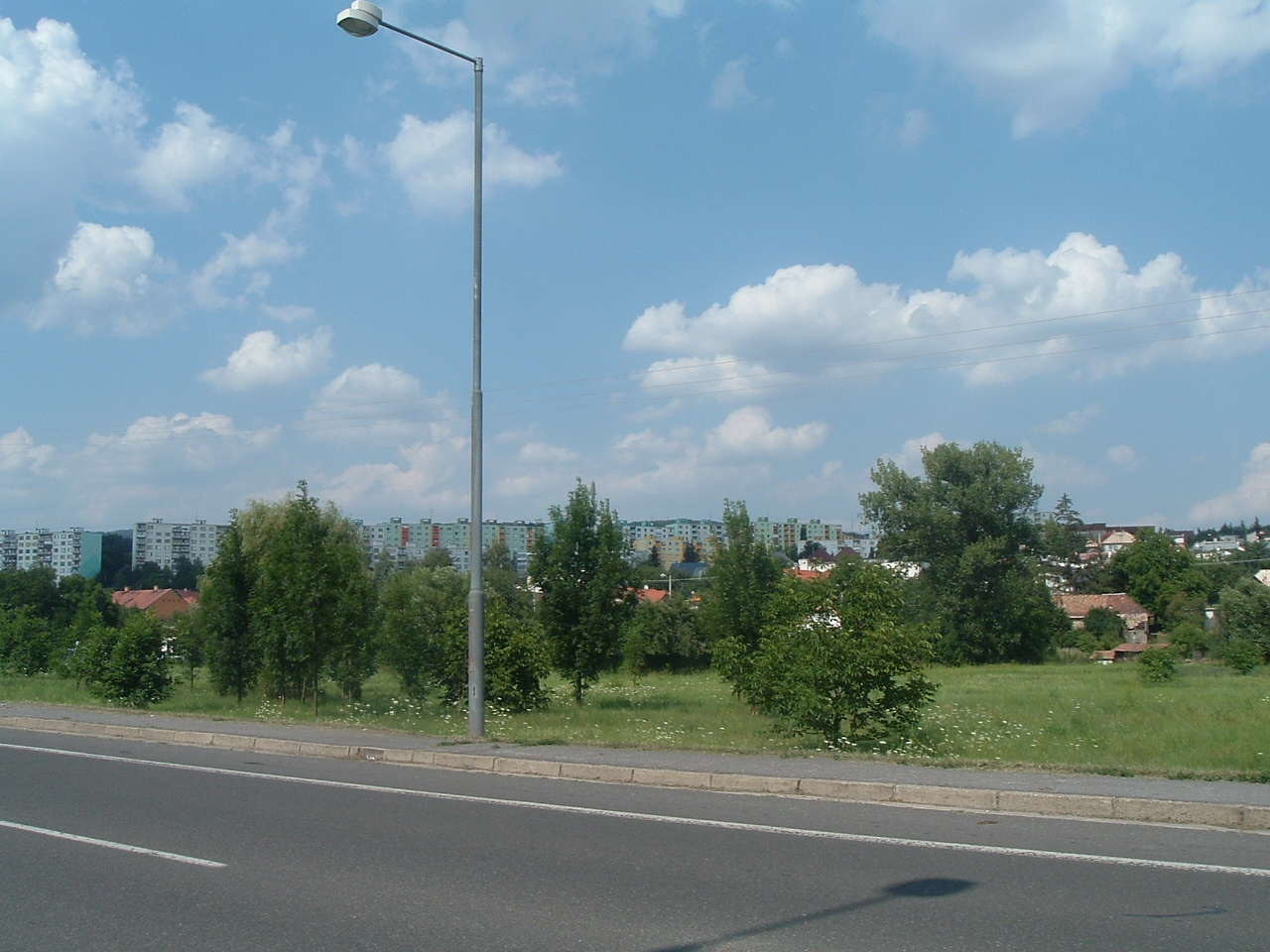
Veľký Krtíš

Die Stadt liegt in der südlichen Mitte des Landes, etwa 17 Kilometer von der Staatsgrenze zu Ungarn entfernt. Sie ist im Nordteil des Talkessels Ipeľská kotlina (Teil der größeren Juhoslovenská kotlina) in einem seichten Tal des Flüsschens Krtíš, das zum Einzugsgebiet des Ipeľ gehört, gelegen. Im Norden geht die Landschaft in die von Eichenwäldern bedeckte Hochebene Krupinská planina über. Die Höhe im 15 km² großen Gemeindegebiet variiert von 180 m n.m. bis 531 m n.m. Tiefer gelegene Teile sind von Braunerde und illimerisierten Böden bedeckt, während höher in der Hochebene braune Waldböden überwiegen. Das Stadtzentrum liegt auf einer Höhe von 200 m n.m. und ist 37 Kilometer von Lučenec, 78 Kilometer von Banská Bystrica sowie 212 Kilometer von Bratislava entfernt.
Unmittelbar westlich der Stadt verläuft die Grenze zwischen den traditionellen Landschaften Hont und Novohrad. Nachbargemeinden sind: Stadt Modrý Kameň im Norden, Dolné Strháre und Veľké Straciny im Osten, Malý Krtíš im Süden und Dolné Plachtince im Westen.

## Geschichte

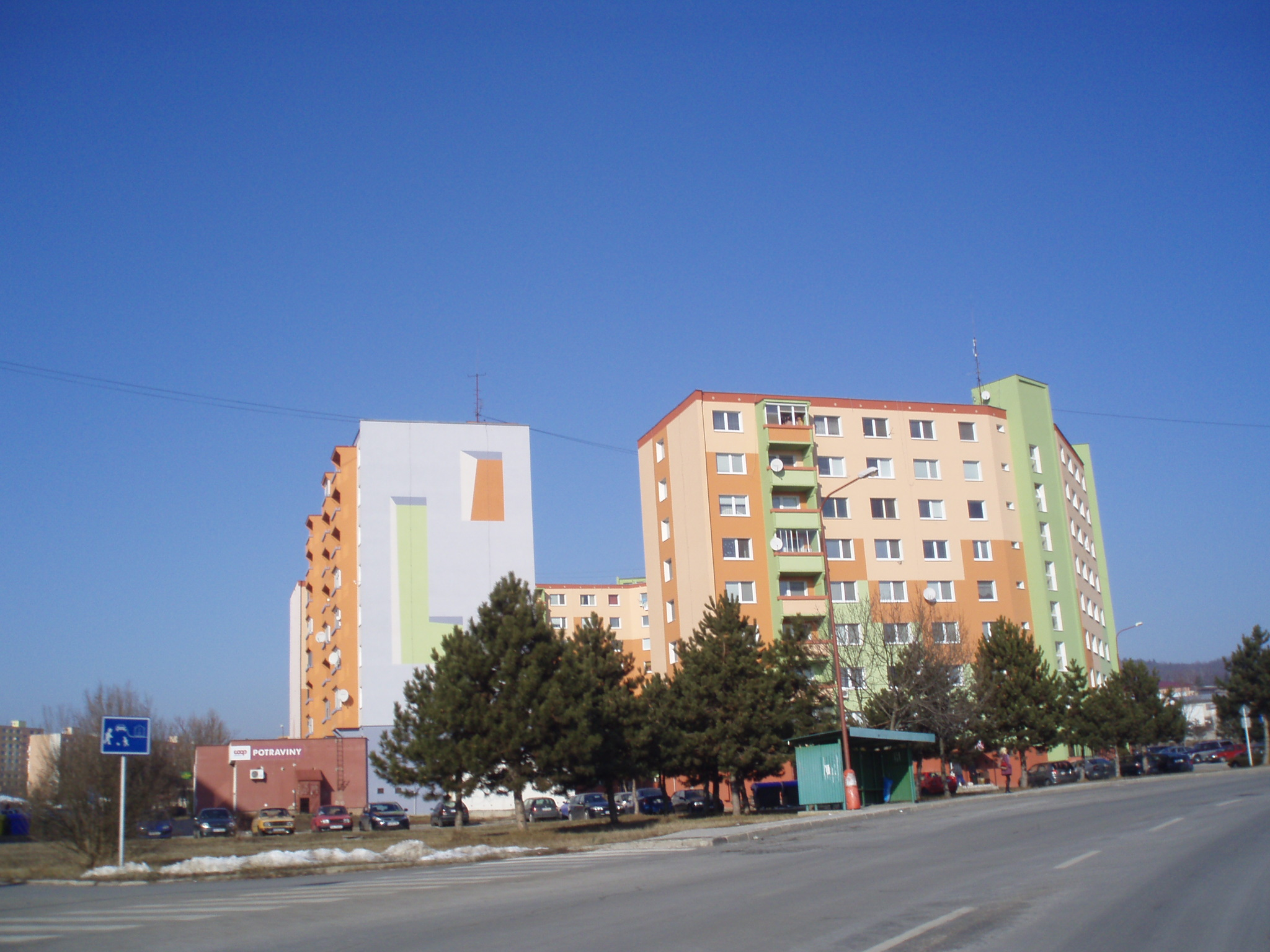
Einer der Plattenbauten in der Stadt

Auf dem heutigen Stadtgebiet ist eine Siedlung aus der älteren bis mittleren Bronzezeit nachgewiesen.
Veľký Krtíš wurde zum ersten Mal in einer am 9. September 1245 erlassenen Urkunde als Curtus schriftlich erwähnt. In dieser Urkunde wird über eine Schenkung großer Güter von einem gewissen Martin Bán an das Kloster von Eipelschlag, die noch vor dem Mongoleneinfall im Jahr 1241 stattfand, berichtet, wobei der Bach Curtus eine der Grenzen bildete. Der Ursprung des Namens ist bis heute nicht eindeutig festgestellt. Der Ort selbst gehörte zum Herrschaftsgut der Burg Divín und befand sich an einem im Mittelalter bedeutenden Handelsweg.
In den 16. und 17. Jahrhunderten wurde das Dorf durch Türkenkriege und antihabsburgische Aufstände mehrmals in Mitleidenschaft gezogen. 1554–1593 war der Ort den Türken tributpflichtig und war zudem Teil des Sandschaks Novigrad. Durch Kriegswirren im 17. Jahrhundert war das Dorf zeitweise menschenleer; erst nach 1680 wurde es wieder bevölkert. Die Einwohner waren Bauer, Hirten und Winzer. 1828 zählte man 68 Häuser und 678 Einwohner. 1854–1864 wurden die ersten Braunkohlebergwerke nahe Veľký Krtíš sowie in der unmittelbaren Umgebung eröffnet.
Bis 1918/1919 gehörte der im Komitat Neograd liegende Ort zum Königreich Ungarn und kam danach zur Tschechoslowakei beziehungsweise heute Slowakei. Nach 1945 kam es zu einem erneuten Aufschwung des Bergbaus, 1950 begann man mit dem Bau einer „Bergbausiedlung“. Nach der Auflösung des alten Kreises Modrý Kameň im Jahre 1960 verlangsamte sich die Entwicklung, 1968 wurde der Kreis wiederhergestellt, diesmal mit Sitz in Veľký Krtíš und neben dem Bergbau kam es zum Anwachsen der Lebensmittel-, Textil- und Bauindustrie. 1978 wurde die Stadt, genauer die Bergwerke südöstlich der Stadt, über die Bahnstrecke Malé Straciny–Veľký Krtíš, die mit dem übrigen slowakischen Bahnnetz über ungarisches Territorium verbunden ist (sogenannter Korridorverkehr), an das Eisenbahnnetz angeschlossen. Seit 1992 besteht dort jedoch kein Personenverkehr.
Die jahrelange Braunkohleförderung wurde im Jahr 2015 beendet.

## Bevölkerung
| Jahr                | 1994   | 2004    | 2014     | 2024     |
| ------------------- | ------ | ------- | -------- | -------- |
| Anzahl der Personen | 14.160 | 13.932  | 12.424   | 10.274   |
| Unterschied         |        | −1,61 % | −10,82 % | −17,30 % |

| Jahr                | 2023   | 2024    |
| ------------------- | ------ | ------- |
| Anzahl der Personen | 10.457 | 10.274  |
| Unterschied         |        | −1,75 % |

Nach der Volkszählung 2011 wohnten in Veľký Krtíš 12.999 Einwohner, davon 9.649 Slowaken, 645 Magyaren, 94 Roma, 58 Tschechen, 25 Ukrainer und andere. 2.479 Einwohner machten keine Angaben. 5.946 Einwohner bekannten sich zur römisch-katholischen Kirche, 1.751 Einwohner zur evangelischen Kirche A. B., 68 Einwohner zur evangelisch-methodistischen Kirche, 60 Einwohner zur griechisch-katholischen Kirche, 46 Einwohner zu den Zeugen Jehovas, 34 Einwohner zur orthodoxen Kirche, 21 Einwohner zur reformierten Kirche, 20 Einwohner zur evangelistischen Kirche und andere. 2.132 Einwohner waren konfessionslos und bei 2.826 Einwohnern ist die Konfession nicht ermittelt.
Ergebnisse nach der Volkszählung 2001 (14.013 Einwohner):
| Nach Ethnie: - 86,93 % Slowaken - 6,20 % Magyaren - 2,06 % Roma - 0,78 % Tschechen - 0,09 % Ukrainer | Nach Konfession: - 54,26 % römisch-katholisch - 21,58 % konfessionslos - 16,00 % evangelisch - 6,29 % keine Angabe - 0,34 % griechisch-katholisch |

## Bauwerke
- Landschloss im Spät-Renaissancestil aus dem 17. Jahrhundert, im 19. Jahrhundert erweitert
- evangelische Kirche im barock-klassizistischen Stil aus dem Jahr 1770

## Infrastruktur
Die grundlegende Infrastruktur ist vollständig ausgebaut. Die Stadt betreibt einen Kindergarten, drei Grundschulen, ein Gymnasium sowie eine fachspezifische Mittelschule. Die medizinische Versorgung stellt die „Všeobecná nemocnica s poliklinikou Veľký Krtíš“ (deutsch: Allgemeines Krankenhaus mit Poliklinik Veľký Krtíš) sicher.
Durch die Stadt verläuft die Straße 1. Ordnung 75 (Nové Zámky–Veľký Krtíš–Lučenec) in West-Ost-Richtung sowie die Straße 2. Ordnung 527 (Šahy–Slovenské Ďarmoty–Veľký Krtíš–Babiná) in Nord-Süd-Richtung. Es gibt keinen Personenverkehr an der Eisenbahn, der nächste Bahnhof befindet sich in Lučenec an der Bahnstrecke Salgótarján–Vrútky. Veľký Krtíš ist über mehrere slowakische Fernbuslinien an andere slowakische Städte verbunden.